# Rift of the NecroDancer
《Rift of the NecroDancer》是2025年节奏游戏，由Brace Yourself Games和Tic Toc Games開發、Klei Entertainment發行。遊戲首发对应Windows平台，及后登陆任天堂Switch游戏机。该作是《节奏地牢》的衍生作品。
遊戲在Metacritic的匯總得分為79/100（Windows版），在OpenCritic的媒體推薦率為88%。

## 外部連結
- 官方网站 （英語）